# Kepler-42 d
Kepler-42 d (KOI-961 d или KOI-961.03) — екзопланета (мініземля) в системі червоного карлика Kepler-42 (сузір'я Лебідь). Знаходиться на відстані близько 126 світлових років (38,7 парсек) від Сонця.
Kepler-42 d — найменша та сама далека від своєї зірки планета в системі KOI-961, за розміром (0,57 ± 0.18 радіуса Землі) порівнянна з Марсом (0,53 радіуса Землі). Маса планети - <0,9 маси Землі. Один рік на KOI-961 d триває майже 2 земних роки.

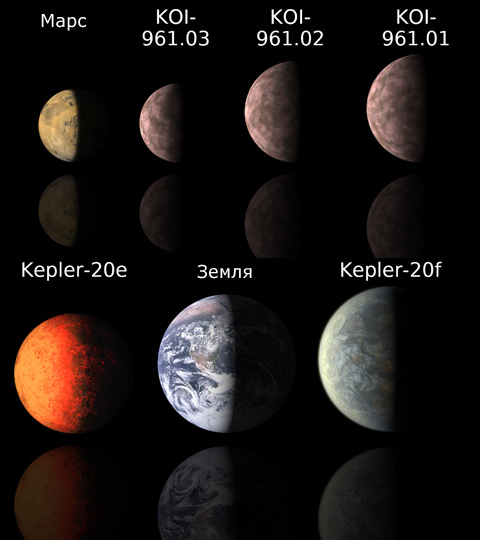
Порівняльні розміри екзопланет системи KOI-961 з Землею і Марсом

До відкриття Kepler-42 d b KOI-961 c найменшими по масі відомими екзопланетами вважалися HD 10180 b масою 1.35 ± 0.23 M⊕ і Kepler 20 f масою 0,66 маси Землі.